# Morpho julanthiscus
Morpho julanthiscus är en fjärilsart som beskrevs av Hans Fruhstorfer. Morpho julanthiscus ingår i släktet Morpho och familjen praktfjärilar. Inga underarter finns listade i Catalogue of Life.